# Motorola Fire
Lançado oficialmente em novembro de 2011, Motorola Fire é um smartphone desenvolvido pela Motorola. O dispositivo possui o sistema operacional Android 2.3.7, com destaque para a entrada de 2 chips, e teclado físico além do touchscreen presente na maioria, se não todos os smartphones Android.
Lançado como alternativa para o modelo mais avançado da companhia, o Motorola Razr, foi um sucesso de vendas da Motorola, antes de ser vendida para a Google.

## Recursos
O Motorola Fire possui uma tela touchscreen capacitiva, além de um teclado físico, um navegador GPS, e o sistema operacional Android 2.3.7 (Gingerbread).

## Interface
A interface do Motorola Fire é uma adaptação da antiga interface motoblur, implantada em telefones mais antigos.